# Aleks Leo Vest
Aleks Leo Vest, slovenski politik, * 11. junij 1944.
Med 16. junijem in 1. decembrom 2000 je bil državni sekretar Republike Slovenije na Ministrstvu za šolstvo, znanost in šport Republike Slovenije.